# Pilosella pseudopilosella
Pilosella pseudopilosella là một loài thực vật có hoa trong họ Cúc. Loài này được (Ten.) Soják miêu tả khoa học đầu tiên năm 1971.